# Ramon Boqueras i Llort
Ramon Boqueras i Llort (Reus, 31 d'agost de 1914 - La Canonja, 12 de desembre de 1983) fou un mossèn i músic català del segle xx.

## Biografia
Fou fill de Francesc Boqueras i Puig (Montbrió,1879 - La Riba, 1972). i de Maria LLort i Dalmau (l'Espluga calba1893 - Reus 1936).Passà part de la seva infantesa i de la seva vida adulta a Reus. S'inicià en la música a l'escolania de Saragossa abans d'exercir com a docent. Treballà a l'escolania i la capella arxiprestal de Montblanc (Conca de Barberà, Tarragona). Fou organista de l'església de Santa Maria de Montblanc entre els anys 1949 i 1955. Durant la refundació de l'escolania i la capella arxiprestal entre els anys 1948 i 1956 exercí magisteri. També fou rector de Barberà de la Conca, La Riba, Mont-roig del Camp (entre els anys 1975 i 1979) i de la Canonja .

## Obra
Una de les seves obres destacades a l'època fou un responsori per a 6 veus i Orgue en Do M que porta per nom Responsorio 2º de la Dominica de la Ressurrección a 6 voces i órgano obligado, publicada el 1929. També es conserva repertori d'oposicions. Es conserven obres seves al fons musical de la Catedral de Tarragona (TarC).